# Bockstjärnen, Jämtland
Bockstjärnen är en sjö i Bergs kommun i Jämtland och ingår i Ljungans huvudavrinningsområde. Sjön har en area på 0,0911 kvadratkilometer och ligger 380,3 meter över havet.

## Delavrinningsområde
Bockstjärnen ingår i det delavrinningsområde (695866-144812) som SMHI kallar för Inloppet i Djuptjärnen. Medelhöjden är 395 meter över havet och ytan är 2,88 kvadratkilometer. Det finns ett avrinningsområde uppströms, och räknas det in blir den ackumulerade arean 15,6 kvadratkilometer. Kilån som avvattnar avrinningsområdet har biflödesordning 4, vilket innebär att vattnet flödar genom totalt 4 vattendrag innan det når havet efter 247 kilometer. Avrinningsområdet består mestadels av skog (83 procent). Avrinningsområdet har 0,23 kvadratkilometer vattenytor vilket ger det en sjöprocent på 7,9 procent.